# Базовые тральщики типа «Фугас»
Ба́зовые тра́льщики тип «Фуга́с» — тип базовых тральщиков (БТЩ), строившихся для Советского Военно-морского флота в 1933—1946 годах и вошедших в его состав.
В общей сложности было построено 44 базовых тральщика по четырём проектам:
- проект 3 — 8 кораблей;
- проект 53 — 10 кораблей;
- проект 53у — 17 кораблей;
- проект 58 — 9 кораблей.

Тральщики типа «Фугас» стали самыми массовыми советскими тральщикам Великой Отечественной войны, в войне участвовало 40 БТЩ, за годы войны было потеряно 17 тральщиков этого типа (43 % от участвовавших в боевых действиях кораблей).

## История проектирования

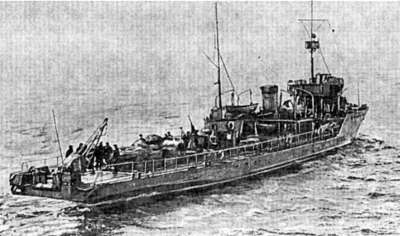
БТЩ Т-1 «Стрела» проекта 53. 1930-е годы.

### Проект 3
Эскизное проектирование быстроходного тральщика (БТЩ) велось кораблестроительной секцией НКТМ под руководством Ю. А. Шиманского и завершилось в октябре 1930 года. Реввоенсовет утвердил эскизный проект 25 апреля 1931 года. Разработка общего проекта была поручена недавно организованному Центральному конструкторскому бюро спецсудостроения (ЦКБС) объединения «Союзверфь». Работы вёл инженер-кораблестроитель Л. В. Дикович; ему помогали Ф. П. Мурагин и Г. И. Вераксо. Представителем Комитета по наблюдению за проектированием и постройкой кораблей УМС был назначен военинженер 1 ранга Н. М. Алексеев. Проекту был присвоен индекс «проект 3», и его разработка была закончена к концу 1931 года. В связи с принятием более технологичной конструкции корпуса водоизмещение увеличилось до 400 т при прежних размерениях.
Технический проект был окончательно утверждён Реввоенсоветом 27 марта 1932 года, и предусматривал стандартное водоизмещение БТЩ в 383 т, а полное — в 433 т. Корабль должен был иметь два комплекта параван-тралов, тралы Шульца, змейковый и электромагнитный тралы (для борьбы с неконтактными минами). На тральщики возлагались следующие задачи: разведка, контроль и траление фарватеров, манёвренных районов и минных полей; уничтожение обнаруженных заграждений; проводка отдельных кораблей и соединений, караванов транспортов через опасные районы; постановка минных полей и борьба с подлодками противника.
Освоение дизельной энергетики стало новым делом для конструкторов ЦКБС, так как они ранее имели опыт работы только с котлотурбинными установками. Общее руководство проектированием и отработкой дизельных двигателей осуществлял начальник механического отдела ЦКБС А. В. Сперанский, а ведущим инженером по дизелям был назначен А. К. Грейнер. Разработку рабочих чертежей БТЩ курировал начальник корпусного отдела бюро корабельный инженер А. И. Маслов, а наблюдение за их разработкой осуществлял старший приёмщик Комитета по наблюдению за проектированием и постройкой кораблей военинженер 1 ранга А. Э. Цукшвердт. Окончательно выпуск рабочих чертежей проекта 3 был завершён в апреле 1934 года.

### Проект 53

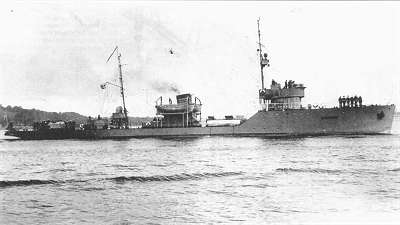
БТЩ Т-3 «Проекта» проекта 53. 1930-е годы

11 июня 1933 года Совет труда и обороны при Совете Народных Комиссаров СССР принял «Программу военно-морского строительства на 1933—1938 гг.», предусматривавшую, в частности, строительство 27 БТЩ, а 29 октября следующего года УМС поручило ЦКБС-1 внести ряд изменений в проект 3. Предлагалось облегчить ахтерштевень и руль, увеличить вырезы во флорах и стрингерах для более удобного доступа в междудонные отсеки, снизить высоту световых люков машинных отделений, изменить конструкцию крышек сходных люков и увеличить высоту их комингсов, поднять носовую часть мостика в виде банкета, усовершенствовать некоторые системы и механизмы. Новый вариант проекта получил индекс 53.

### Проект 53у
В ноябре 1937 года решением совместного совещания УК УМС, 2-го ГУ НКОП, ЦКБ-17 и заводов-строителей был утверждён представленный ЦКБ-17 проект БТЩ с увеличенной шириной корпуса, получивший обозначение проект «53у (уширенный)». На тральщике проекта 53у предполагалось ликвидировать недостатки предшествующих серий БТЩ, в частности, проработать возможность обеспечения длительного малого хода с тралом Шульца, при помощи управляемого скольжения гидромуфт обоих дизелей. Будущие тральщики должны были иметь меньшее водоизмещение, новые гребные винты, улучшенные вспомогательные механизмы, более простые схемы систем и трубопроводов. В соответствии с постановлением Правительства от 15 июня 1937 года, быстроходные дизельные тральщики теперь стали считать «базовыми».

### Проект 58
Пока шла работа моряков и судостроителей по устранению недостатков кораблей проектов 3 и 53, конструкторское бюро завода № 201, при участии ЦКБ-17 и КБ завода № 190 ещё раз откорректировало проект тральщика, учтя все замечания и рекомендации. Новая разработка получила индекс «проект 58». 16 февраля 1937 года был заключён договор на постройку пяти БТЩ между заводом № 201 и УМС, где указывалось: «Постройка кораблей производится в полном соответствии по корпусу плазовой разбивки завода № 190 по проекту 58, а по механизмам и электрооборудованию — согласно проекту 53 с изменениями по увеличению остойчивости».

## История строительства
Все тральщики типа «Фугас» строились на четырёх заводах: ССЗ № 190 в Ленинграде, ССЗ № 370 в Ленинграде, ССЗ № 363 в Ленинграде, ССЗ № 201 в Севастополе.
ССЗ № 190:
- пр. 3: Т-201, Т-202, Т-203, Т-204;
- пр. 53: Т-1, Т-2, Т-3, Т-4.

ССЗ № 370:
- пр. 53у: Т-213, Т-214.

ССЗ № 363:
- пр. 53у: Т-205 — Т-212, Т-215 — Т-221.

ССЗ № 201:
- пр. 3: Т-401, Т-402, Т-403, Т-404;
- пр. 53: Т-405, Т-406, Т-407, Т-411, Т-7, Т-8;
- пр. 58: Т-5, Т-6, Т-408, Т-409, Т-410, Т-412, Т-413.

## Конструкция

### Корпус
Корпус строился по поперечно-продольной системе набора из стали 4Н. Конструкция корпуса клёпано-сварная. Изоляция жилых и служебных помещений состояла преимущественно из экспанзита (специально пропитанная фанера) толщиной 15 и 20 мм, наклеенного непосредственно на борт, и крашеной парусины в качестве отделочного слоя. На первой серии изоляция бортов жилых и служебных помещений выполнялась из чередующихся слоёв пробки, воздушной прослойки, железного листа и отделочного слоя. Непотопляемость обеспечивалась делением корпуса девятью главными водонепроницаемыми переборками, на восемь отсеков:
- малярная кладовая и форпик;
- цепной ящик и шкиперская кладовая;
- кают-компания и электромеханическая кладовая;
- погреб мокрой провизии, артиллерийский погреб, каюты мичманов, канцелярия, кубрики, каюты командира и офицеров, баня, гальюны, радиорубка, пост шифрования;
- машинное отделение № 1;
- машинное отделение № 2;
- Ленинский уголок, артиллерийский погреб, кубрики, тральная кладовая, кладовая сухой провизии, машинная кладовая;
- румпельное отделение.

Только у командира корабля имелась отдельная каюта, остальные офицеры располагались в двухместных каютах. Тральщик нёс две мачты и одну овальную дымовую трубу.
Начальная поперечная метацентрическая высота: при стандартном водоизмещении — 0,67 м, при нормальном — 0,72 м, при полном — 0,88 м, без учёта поправок на свободные поверхности жидких грузов. Максимальный угол крена при нормальном водоизмещении — 38°, при полном — 45°.

### Энергетическая установка

#### Главная энергетическая установка
На корабле были установлены два дизеля марки 42-БМРН-6 (1400 л. с.), расположенные в двух машинных отделениях. Дизель 42-БМРН-6 создавался на Коломенском заводе и представлял собой модернизированный вариант лодочного дизеля 42-БМ6. Дизель шестицилиндровый, четырёхтактный, бескомпрессорный, реверсивный с газотурбинным наддувом по системе Бюхи. Число оборотов на полном ходу — 450 оборотов в минуту; число валов — два. Соединение коленчатых валов с валопроводом осуществлялось при помощи гидромуфт. Упорные подшипники — системы Митчела. Скорость хода: наибольшая — 18—18,5 узлов, с тралом — 12,7—14,5 узлов. Дальность плавания: 3000 миль (при скорости 16 узлов) или 7200 миль (12 узлов). Время приготовления машин к походу: нормальное — 15 минут, экстренное — 5 минут. На некоторых кораблях (в частности, на Т-217) устанавливались два дизеля 6Д (1600 л. с., 450 об./мин.).

#### Движительно-рулевой комплекс
Винты — бронзовые трёхлопастные, диаметром 1,45 м, постоянного шага 1,89 м и с дисковым отношением 0,6. Руль один, управление электрическое, системы Вард-Леонарда; аварийное — ручное. Посты управления рулем находились в рулевой рубке и румпельном отделении.
| Параметры циркуляции тральщиков типа «Фугас» | Параметры циркуляции тральщиков типа «Фугас» | Параметры циркуляции тральщиков типа «Фугас» | Параметры циркуляции тральщиков типа «Фугас» | Параметры циркуляции тральщиков типа «Фугас» | Параметры циркуляции тральщиков типа «Фугас» | Параметры циркуляции тральщиков типа «Фугас» |
| Т-1                                          | Т-1                                          | Т-1                                          | Т-1                                          | Т-1                                          | Т-1                                          | Т-1                                          |
| На скорости хода                             | 16 узлов                                     | 16 узлов                                     | 16 узлов                                     | 12 узлов                                     | 12 узлов                                     | 12 узлов                                     |
| -------------------------------------------- | -------------------------------------------- | -------------------------------------------- | -------------------------------------------- | -------------------------------------------- | -------------------------------------------- | -------------------------------------------- |
| Положение руля                               | 15                                           | 20                                           | 25                                           | 15                                           | 20                                           | 25                                           |
| Диаметр, кб                                  | 2,3                                          | нет данных                                   | 1,8                                          | 2,02                                         | нет данных                                   | 1,67                                         |
| Время на 180°                                | 2 мин. 00 с                                  | нет данных                                   | 1 мин. 45 с                                  | 3 мин. 00 с                                  | нет данных                                   | 2 мин. 05 с                                  |
| Время на 360°                                | 3 мин. 52 с                                  | нет данных                                   | 3 мин. 30 с                                  | 7 мин. 20 с                                  | нет данных                                   | 6 мин. 10 с                                  |
| Т-406                                        |                                              |                                              |                                              |                                              |                                              |                                              |
| На скорости хода                             | 16 узлов                                     | 16 узлов                                     | 16 узлов                                     | 12 узлов                                     | 12 узлов                                     | 12 узлов                                     |
| Положение руля                               | 15                                           | 20                                           | 25                                           | 15                                           | 20                                           | 25                                           |
| Диаметр, кб                                  | 2,7                                          | 2,5                                          | 2,4                                          | 2,3                                          | 2,0                                          | 1,8                                          |
| Время на 180°                                | 1 мин. 2 с                                   | 0 мин. 52 с                                  | 0 мин. 40 с                                  | 2 мин. 28 с                                  | 1 мин. 50 с                                  | 1 мин. 50 с                                  |
| Время на 360°                                | 2 мин. 13 с                                  | 1 мин. 50 с                                  | 1 мин. 00 с                                  | 4 мин. 40 с                                  | 3 мин. 35 с                                  | 3 мин. 20 с                                  |

#### Электроэнергетическая установка
Основные источники тока — два дизель-генератора фирмы Deutz, мощностью по 50 л. с. при 430 об/мин, каждый (за исключением Т-218, у которого дизели этого же типа и мощности имели 550 об/мин). Генераторы — МП 545 1/3, по 29,5 кВт каждый (за исключением Т-210 и Т-204, у которых генераторы ТП-60, по 31,6 кВт каждый).
Дизель вспомогательного генератора аналогичной марки, 25 л. с. при 430 об/мин. Генератор — МП 544 2/3, мощностью 16 кВт (на Т-210 и Т-204 генераторы ТП-35, при той же мощности).
На Т-217 были установлены два дизель-генератора 2Д-16/27 мощностью по 29 кВт и дизель-генератор 2Д-16/20 мощностью 17 кВт.
Главные генераторы были установлены оба в первом (носовом) машинном отделении корабля, вспомогательный генератор — во втором (кормовом) машинном отделении. Главная распределительная станция находилась в носовом машинном отделении, вспомогательная (щит) — в кормовом. На кораблях был принят постоянный ток напряжением 115 В для всех силовых установок и освещения. Аварийное освещение в машинных отделениях осуществлялось от аккумуляторной батареи напряжением 12 В (включалась автоматически контакторами при исчезновении напряжения в сети постоянного освещения). Для сети переносных ламп в трюмах и в сырых помещениях корабля, а также для питания трансляции и киноустановки использовался переменный однофазный ток напряжением 24 В от низковольтного агрегата-преобразователя с понижающими трансформаторами (исключение составляет Т-204 более ранней постройки, где низковольтный агрегат питал только трансляцию и киноустановку, а сети переносного освещения 24 В не было).

### Вспомогательные системы и оборудование
Для отопления на корабле устанавливался один вспомогательный котёл типа Ярроу с рабочим давлением 3 атм, поверхностью нагрева 18 м² и паропроизводительностью 400 кг/ч. На Т-204 имелся один вспомогательный водотрубный котёл шатрового типа с поверхностью нагрева 11,2 м² и паропроизводительностью около 250 кг/ч.

### Корабельные технические средства

#### Средства связи
На кораблях были установлены радиостанции: «Бухта», «Бриз», «Дозор», «Куб-4м», «Метель», «ПР-4», «Вьюга», «Рейд». Все они, за исключением станции УКВ «Рейд», находились в центральной радиорубке. Приёмопередатчик «Рейд» устанавливался в штурманской рубке; аппаратура боевой корабельной трансляции — на верхней палубе, на правом борту, рядом с радиорубкой.
Средства визуальной связи: 60-см боевой прожектор типа МПЭ-60-2, установленный на специальном банкете у грот-мачты; 45-см сигнальный прожектор типа МСПРЛ-4,5, позже перенесённый с формарса на носовой мостик (на Т-205 — кроме того, переносной 35-см сигнальный прожектор типа МСПРЛ-3,5), фонари Ратьера, Семёнова, пистолет Вери.

#### Химическое вооружение
Тральщики оснащались дымовой аппаратурой типа Д-2Т1А (время непрерывного действия — 11—12 минут). Кроме того, на каждом корабле имелся запас дымовых шашек на две постановки (8 штук). На Т-204 была смонтирована дымовая аппаратура типа ДА-2. Посты управления дымовой аппаратурой на всех кораблях расположены на верхней палубе у тральной лебёдки.

#### Водоотливные и противопожарные средства
Пожарная система включала в себя девять одинарных и один двойной рожок диаметром 0,5 м и прокладывалась под верхней палубой в виде однопроводной магистрали из красномедных труб. Магистраль получала питание от двух трюмно-пожарных электрических насосов производительностью по 20 т/ч при давлении 10 кг/см2, установленных по одному в каждом из машинных отделений. На магистрали имелись три разобщительных клапана, управление которыми было выведено на верхнюю палубу. Система орошения артиллерийских погребов выполнялась в виде отростков от пожарной магистрали, уведённых в погреба и оканчивавшихся трубами с мелкими отверстиями. Кроме водяной пожарной магистрали, на корабле в качестве противопожарного средства имелись ручные огнетушители.
Средства осушения состояли из центробежных насосов производительностью по 50 т/ч воды по одному в каждом машинном отделении; в коридоре гребных валов устанавливался такой же насос производительностью 30 т/ч. Кроме того, на корабле имелись два переносных насоса производительностью по 20 т/ч каждый. В зависимости от конкретного корабля были возможны различные варианты средств осушения:
- Т-1 — три насоса производительностью по 30 т/ч, два насоса производительностью по 20 т/ч;
- Т-406 — один насос производительностью 45 т/ч, один насос производительностью 40 т/ч, один насос производительностью 25 т/ч, один переносной насос производительностью 25 т/ч;
- Т-217 — два насоса производительностью по 50 т/ч, насос производительностью 30 т/ч, переносной насос производительностью 20 т/ч.

#### Катера, шлюпки, спасательные средства
Плавсредства тральщика состояли из двух шестивёсельных или одного шестивёсельного и одного четырёхвёсельного ялов.

### Корабельные запасы
Нормальный запас топлива — 13,5 т; полный — 61,5 т; максимальный — 99 т. Топливо размещалось в следующих отсеках: в междудонных цистернах правого и левого бортов и в бортовых отсеках обоих бортов. Запасное топливо (в перегруз) можно было принимать в междудонные цистерны. Котельная вода в количестве 12,4 т находилась в цистернах, расположенных в креновых отсеках. Нормальный запас питьевой воды (5,3 т) размещался в цистернах креновых отсеков правого борта; дополнительный запас питьевой воды (5,4 т) — в цистерне под носовой платформой. Запасы смазочного масла в общем количестве около 12 т и занимали запасные бортовые и междудонные цистерны.

### Экипаж
По штату мирного времени экипаж тральщика включал в себя: офицеров — 7, старшин — 17, рядовых — 33. Всего — 57 человек.

## Вооружение

### Артиллерийское вооружение
Артиллерийское вооружение включало одну 100-мм пушку Б-24 без щита на полубаке (на Т-204 в 1939 году она была заменена на пушку Б-24БМ). Одна 45-мм полуавтоматическая пушка К-21 на верхней палубе сзади кормового мостика на специальном банкете и два — 12,7-мм пулемёта ДК побортно на крыльях носового мостика. Боезапас — 206 100-мм снарядов (из них 6 постоянно на палубе в металлических ящиках), 200 (800 в перегруз) 45-мм снарядов для полуавтомата К-21 (100 постоянно на палубе в металлических ящиках) и 7000 патронов для пулемётов ДК. На I серии — 198 100-мм снарядов, 100 45-мм снарядов и 10 000 12,7-мм патронов. Подача боезапаса к 100-мм орудиям производилась: элеватором системы Лесснера, а также по мусинговой (канатной) подачи; к 45-мм пушкам и 12,7-мм пулемётам — вручную, ящиками, через люк в верхней палубе.
28 декабря 1940 года УК ВМФ выдало НКСП заказ на разработку вариантов проекта перевооружения тральщика. Предусматривалась замена 45-мм полуавтоматических пушек на новые 37-мм зенитные автоматы 70-К и увеличение количества крупнокалиберных пулемётов. При этом требовалось сохранить без изменений тральное вооружение. Рассматривались два варианта размещения новых автоматов, но оба пришлось признать неудачными. При первом варианте два автомата 70-К устанавливались на специальной надстройке, что резко снижало остойчивость, увеличивало осадку корабля на 15 см и уменьшало скорость хода. Второй вариант предполагал монтаж автоматов непосредственно на верхней палубе и вызывал уменьшение скорости на 0,2—0,3 узла при сохранении изначальных осадки и остойчивости. Но при этом возникали значительные «мёртвые» углы обстрела. Как компромисс, автомат 70-К установили на месте пушки 21-К. Такое размещение артиллерии провели на всех тральщиках, сданных флоту в 1941 году. Боезапас составил 500×37-мм снарядов (из них 100 в кранцах).
На Т-215 в октябре 1941 года перед походом на Ханко дополнительно установлены ещё два пулемёта ДШК в корме верхней палубы в районе тральной лебёдки. Аналогичное усиление вооружения в течение зимы 1941/42 года прошли все тральщики Балтийского флота, получившие в дополнение к пулемётам по два 20-мм автомата «Эрликон» (боезапас 7000 снарядов), установленных побортно между кормовым орудием и прожекторной площадкой. Позже на Т-205 два дополнительных 37-мм автомата 70-К смонтировали на рострах перед дымовой трубой. На достроенном в 1944 году Т-219 тральную лебёдку сдвинули в корму, и два автомата 70-К разместили линейно-возвышенно в диаметральной плоскости. На срезах полубака и крыльях мостика установили четыре спаренных пулемёта ДШКМ-2Б. С таким же вооружением достроили Т-220 и Т-221, но на них после войны автоматы 70-К были заменены новыми 25-мм автоматическими пушками 84-К.
Экипаж черноморского Т-401 перенёс боевой 90-см прожектор на площадку для шлюпок позади дымовой трубы, а на прожекторной площадке установили пулемёт ДШК. Часть тральщиков оснастили дополнительным пулемётом на площадке для шлюпок. В течение 1942 года все черноморские тральщики (кроме Т-407 и Т-408) получили по два автомата 70-К, расположенные побортно на срезе полубака за рубкой. 45-мм полуавтомат тоже заменили установкой 70-К, а 45-мм полуавтомат переместили дальше в корму. Пулемёты ДШК с крыльев мостика перенесли на верхнюю палубу у грот-мачты. При установке тралов новых типов в послевоенный период из-за роста водоизмещения балтийских и черноморских кораблей их вооружение ограничили двумя 37-мм автоматами.
Тихоокеанские тральщики получили в кормовой части три автомата 70-К со щитами; они располагались в диаметральной плоскости на верхней палубе за кормовой надстройкой. Один из этих автоматов, расположенный ближе в нос, пришлось приподнять на специальном основании, чтобы обеспечить бо́льшие сектора обстрела. Тральщики Тихоокеанского флота получили также по четыре одноствольных пулемёта ДШК или два спаренных 12,7-мм пулемёта «Браунинг».
Стрелковое вооружение по штату включало один 7,62-мм пулемёт ДП и пятнадцать 7,62-мм винтовок образца 1891/1930 года.

### Тральное вооружение
Тральное вооружение было разнообразным: два комплекта параван-тралов К-1 (один штатный и один запасной); два комплекта змейковых тралов; один трал Шульца. Для постановки параван-охранителей в 1943 году на балтийских тральщиках Т-210, Т-217 и Т-218 в носу установили шпироны. Но так как длина тралящей части паравана не превышала 40 м, а параван отходил от борта лишь на 10—12 м, это не гарантировало тральщику безопасности. Вскоре параван-охранители демонтировали.
На Т-204 «Фугас» установили опытный образец электромагнитного трала, который прошёл испытания в начале 1941 года, но в кампанию этого года не применялся. До начала войны электромагнитный трал так и не поступил на вооружение, хотя в коридоре гребных валов и предусматривалось место для его агрегатов. Тралы типа LL английского производства с начала 1944 года установили на черноморских Т-401 и Т-407. Штатную тральную вьюшку, применяемую на американских базовых тральщиках типа YMS, разместили за кормовой надстройкой, без демонтажа установленного артиллерийского вооружения. Балтийские тральщики получили электромагнитный трал только после войны. Чтобы облегчить корабли, тральную вьюшку трала типа LL расположили на месте кормового зенитного автомата. Позже на тральщиках установили электромагнитные тралы ТЭМ-У и ТЭМ-У1, акустические тралы ГАТ и БАТ-2, контактные тралы МТ-1, МТ-2 и МКТ-3.
| Время постановки и уборки тралов тральщиками типа «Фугас» | Время постановки и уборки тралов тральщиками типа «Фугас» | Время постановки и уборки тралов тральщиками типа «Фугас» | Время постановки и уборки тралов тральщиками типа «Фугас» | Время постановки и уборки тралов тральщиками типа «Фугас» |
| Т-1                                                       | Т-1                                                       | Т-1                                                       | Т-1                                                       | Т-1                                                       |
| Трал                                                      | Шульца                                                    | щитовой                                                   | змейковый                                                 | параванный                                                |
| --------------------------------------------------------- | --------------------------------------------------------- | --------------------------------------------------------- | --------------------------------------------------------- | --------------------------------------------------------- |
| Время постановки                                          | 5 мин.                                                    | 3 мин.                                                    | 3 мин.                                                    | 4 мин.                                                    |
| Время уборки                                              | 7 мин.                                                    | 10 мин.                                                   | 7 мин.                                                    | 12 мин.                                                   |
| Т-406                                                     |                                                           |                                                           |                                                           |                                                           |
| Трал                                                      | Шульца                                                    | щитовой                                                   | змейковый                                                 | параванный                                                |
| Время постановки                                          | 9 мин.                                                    | нет данных                                                | 5 мин.                                                    | 6 мин.                                                    |
| Время уборки                                              | 10 мин.                                                   | нет данных                                                | 7 мин.                                                    | 14 мин.                                                   |

Средством пассивной защиты от неконтактных мин стала размагничивающая обмотка системы ЛФТИ, первоначально расположенная либо на леерах, либо на бортах снаружи корабля. Позже её заключили в железные сварные кожухи, расположенные вдоль бортов на верхней палубе и полубаке. Обмотка каждого корабля состояла из трёх секций: основной нерегулируемой, основной регулируемой (охватывающих весь корпус корабля) и носовой регулируемой, расположенной на полубаке.

### Приборы управления стрельбой
На носовом мостике каждого корабля имелся один 1,5-метровый стереоскопический дальномер. Дальномеры, установленные на Т-215 и Т-218, снабжены антивибрационными тумбами типа АВТ-2. Приборы управления стрельбой отсутствовали; расчёты прицела и целика осуществлялись с помощью специальных таблиц.

### Десантовместимость
При необходимости тральщики проекта 53 могли принять на борт десять 45-мм противотанковых пушек с передками и до 600 человек с личным оружием, боеприпасами и запасом продовольствия на пять суток.

### Штурманское вооружение
К началу войны на тральщиках имелось следующее штурманское оборудование: магнитные компасы — три штуки (главный, установленный на компасном мостике, путевой — на ходовом, рубочный — в ходовой рубке); электромеханический лаг типа ГО III (приборы управления — станция лага, трансмиттер, умформер — размещены в штурманской рубке, счётчик пройденного расстояния и указатель скорости установлены по одной паре в штурманской рубке и на мостике); механический лот Томсона, ручные лоты и другие штурманские приборы.
На Т-215 перед походами на Ханко был установлен гирокомпас ГУ-I. Матка гирокомпаса размещалась в помещении бывшей канцелярии; от неё работали пять репитеров (три — на носовом мостике, один — в ходовой рубке и один — в румпельном отделении) и курсограф. На всех остальных пяти кораблях дивизиона базовых тральщиков гирокомпас смонтировали в период зимнего ремонта 1942 года.

## Общая оценка проекта
Достоинствами тральщиков проектов 3, 53, 53у и 58 можно считать их хорошую мореходность и относительно большую дальность плавания. Конструкция корпуса обеспечивала высокую живучесть: взрыв мины в трале на расстоянии 7—10 м от кормы не вызывал существенных повреждений. При авиационных налётах попадания авиабомб весом 100—150 кг или близкие разрывы бомб большего калибра, как правило, не приводили к гибели тральщика.
Вместе с тем комиссии, проводившие испытания тральщиков до войны, указывали на существенные недостатки этих кораблей. В частности, отмечались малая скорость выборки параван-трала, малый запас воды на корабле, повышенная парусность, а имевший место небольшой дифферент на нос способствовал зарыванию в волну при килевой качке. В ходе боевых действий обнаружилось ещё одно следствие повышенной парусности в носовой части тральщика: в свежую погоду корабли становились рыскливыми, что влияло на точность прохождения тральных галсов. Удары попутной волны в транец приводили к рысканью корабля на курсе. Слишком большой диаметр циркуляции (пять длин корпуса) затруднял маневрирование на заднем ходу. Скорость хода с поставленными тралами оказалась недостаточной. Проблемы с остойчивостью заставляли с осторожностью устанавливать дополнительное вооружение. Малый запас тралящих частей контактных тралов приводил к быстрому их израсходованию от действия противотральных приспособлений. Главным недостатком тральщиков типа «Фугас» была слишком большая для такого корабля осадка, приводившая к подрыву на минных заграждениях.

## Память

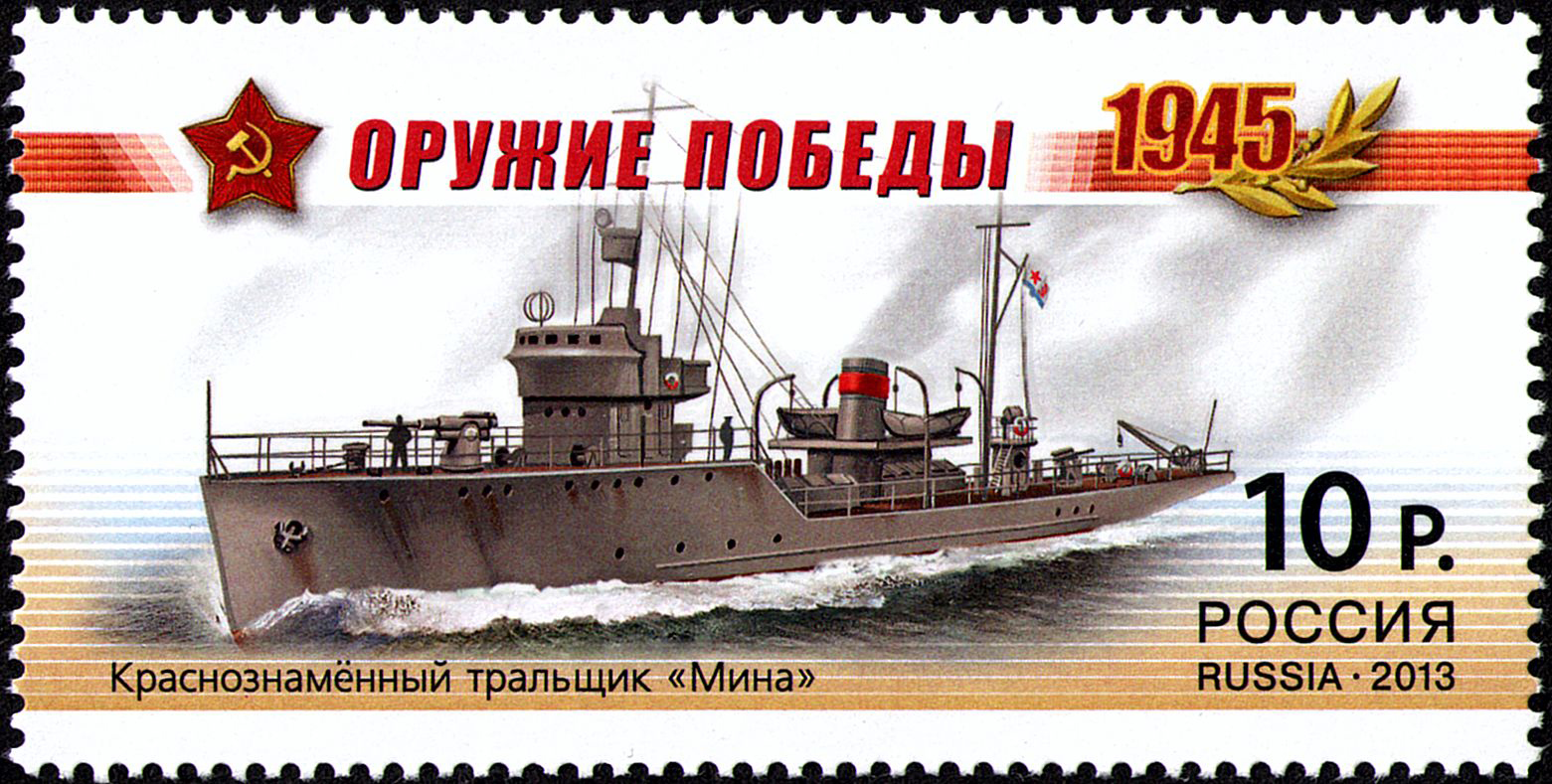
Тральщик Т-407 «Мина» проекта 53 (с 22.07.1944 г. — Краснознамённый, с 24.08.1944 г. — ЭМТЩ-407) в составе Черноморского флота.

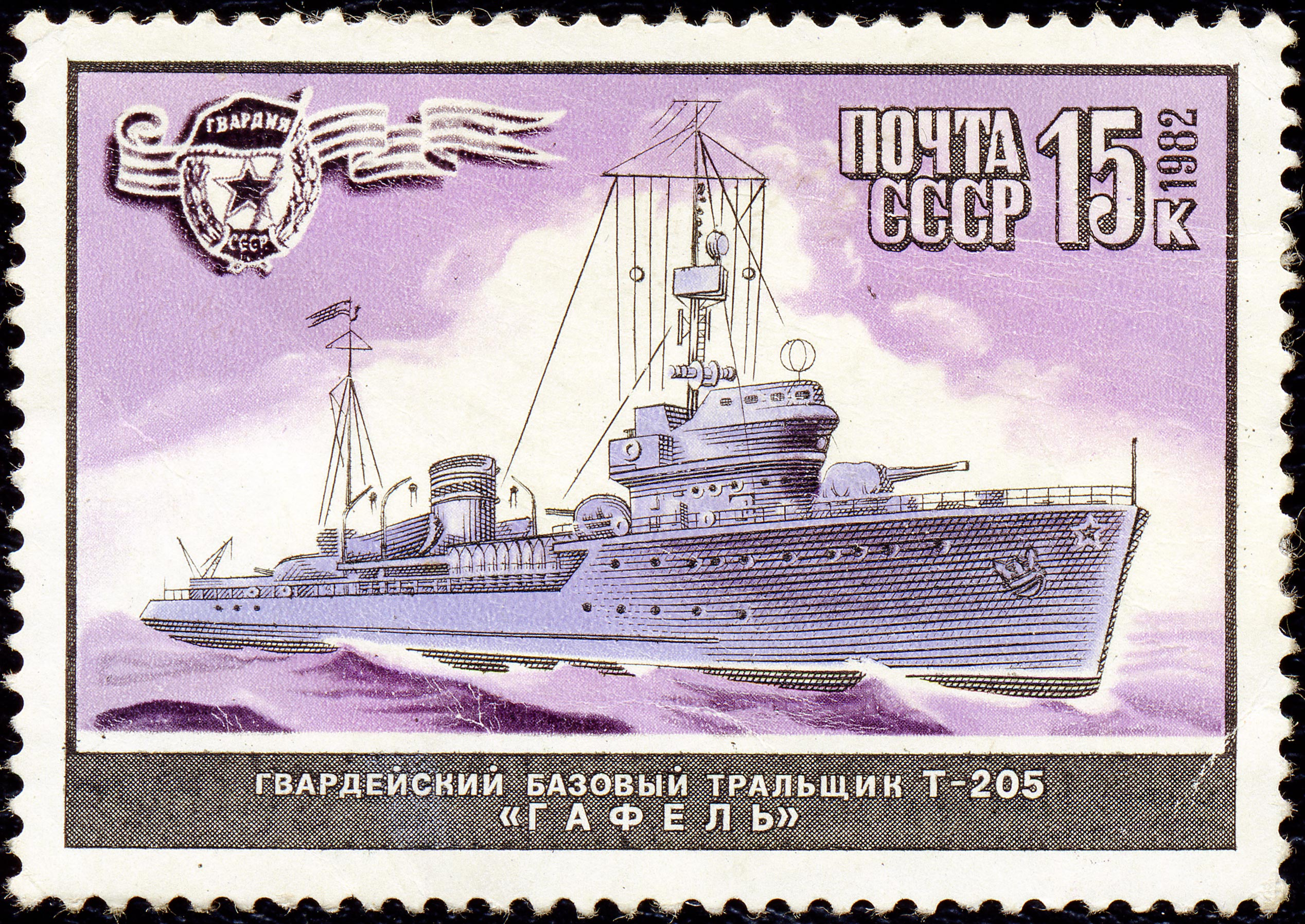
Тральщик Т-205 «Гафель» проекта 53У на почтовой марке СССР. 1982 год

Два тральщика проектов 53 и 53у были изображены на почтовых марках, один в СССР в 1982 году и один в РФ в 2013 году.